# Hans Gilljam
Hans Gilljam, född 1944 utanför Östersund, är professor i folkhälsovetenskap vid Karolinska Institutet. Han är överläkare och var under åren 1988-2008 verksam vid Centrum för tobaksprevention inom Stockholms läns landsting, där han bland annat hade ansvar för den svenska Sluta-röka-linjen.
Hans Gilljam studerade medicin i Uppsala och vid Karolinska Institutet. Han disputerade 1987 och är specialist i både internmedicin och lungmedicin (1980) och allergologi (1982). Han är (2009) ordförande i föreningen Läkare mot tobak.